# Nikita De Paepe
Nikita De Paepe (22 februari 2001) is een Belgisch volleybalster.

## Levensloop
De Paepe begon met volleyballen bij VDK Gent. Vervolgens volgde ze les aan de Topsportschool Vilvoorde. In 2017-'18 was ze een jaar actief bij Asterix Avo Beveren. Met deze club werd ze dat seizoen landskampioen en won ze zowel de Beker van België als de Supercup. Na dat seizoen keerde ze terug naar de Topsportschool. Sinds 2019 komt ze uit voor VC Oudegem, waarmee ze in 2021-'22 haar tweede Beker van België won.
Daarnaast is ze actief bij het Belgisch volleybalteam, de Yellow Tigers.
Haar broer Laszlo is eveneens actief in het volleybal.